# Ghostpine Creek
Ghostpine Creek är ett vattendrag i Kanada.   Det ligger i provinsen Alberta, i den centrala delen av landet, 2 800 km väster om huvudstaden Ottawa.
Trakten runt Ghostpine Creek består till största delen av jordbruksmark. Trakten runt Ghostpine Creek är nära nog obefolkad, med mindre än två invånare per kvadratkilometer.